# Maxim Vylegžanin
Maxim Michajlovič Vylegžanin, rusky Максим Михайлович Вылегжанин (* 18. října 1982 Šarkan) je ruský reprezentant v běhu na lyžích, jeho nejsilnější disciplínou jsou střední a dlouhé vzdálenosti klasickou i volnou technikou.
V prosinci 2016 mu podle oznámení šéfky ruského běžeckého lyžování Jeleny Vjalbeové a reprezentačního trenér Olega Perevozčikova pozastavila FIS činnost a nemohl se tak zúčastnit Tour de Ski 2016/17 kvůli podezření na doping v průběhu zimních olympijských her z roku 2014. Oficiálně byl diskvalifikován 9. listopadu 2017. Po úspěšném odvolání k Mezinárodní sportovní arbitráži byly začátkem roku 2018 jeho výsledky ze ZOH 2014 potvrzeny.

## Největší úspěchy
- 2. místo na MS 2009 v běhu na 50 km a 2. místo na MS 2011 v kombinaci na 30 km
- celkově vyhrál v kariéře 2 závody SP (18. 12. 2010 La Clusaz 30 km volně)

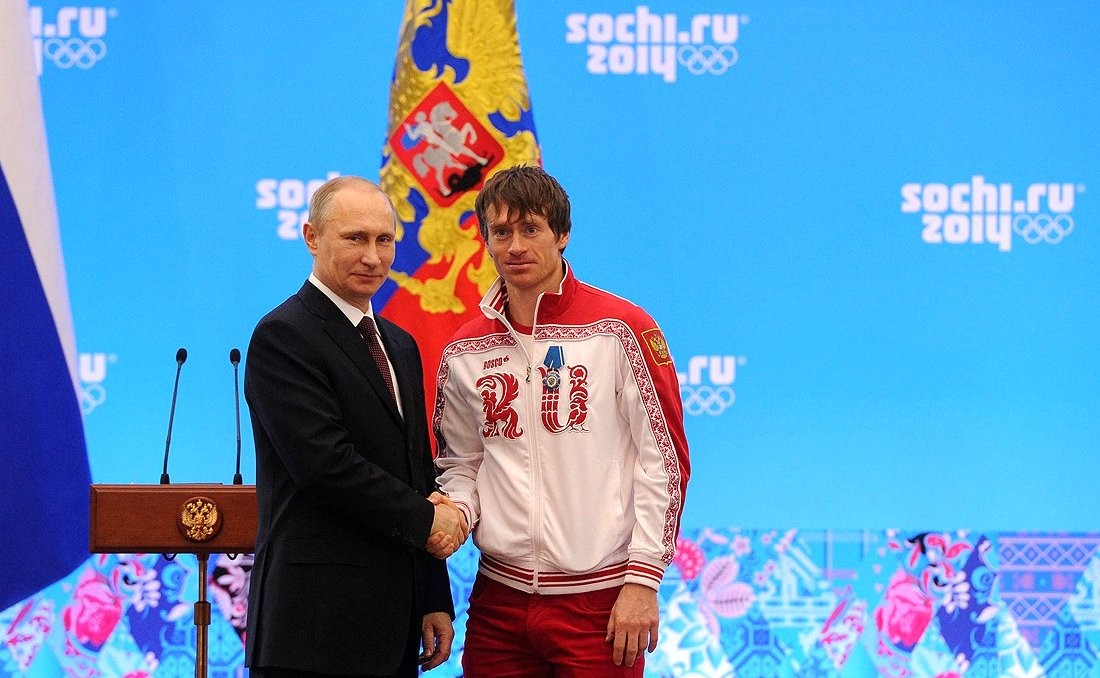
Vladimir Putin (vlevo) a Maxim Vylegžanin (2014)